# Erinus alpinus
L'erinus (Erinus alpinus) és una espècie de planta amb flors de la família de les Plantaginàcies (abans havia estat a la família de les escrofulariàcies), originària de les muntanyes l'Europa des Sud i central (com els Pirineus) i també del Marroc i Algèria.
L'erinus és una petita herba, ramificada que no arriba a un pam d'alçada. Creix en ambients rocallosos de muntanya, preferentment sobre roca calcària, de distribució circummediterrània. A part dels Pirineus pot aparèixer al Montsec, Montserrat, els Ports de Beseit o (al País Valencià) al Penyagolosa, la serra de Mariola, Morella o al Puigcampana. També a la Serra de Tramuntana de Mallorca.
Les fulles, que no ariben als 3 cm de llarg, són espatulades (cuneiformes) amb dents arrodonides i aun xic peludes i viscoses. Les flors que apareixen en un raïm al capdamunt de les tiges també són menudes, de color rosa i amb 5 pètals, soldats a la base formant un tub, una mica diferents entre ells: dos més estrets i tres més amples de manera que presenta simetria bilateral.